# Lista chorążych reprezentacji Czechosłowacji na igrzyskach olimpijskich
Lista chorążych reprezentacji Czechosłowacji na igrzyskach olimpijskich – lista zawodników i zawodniczek reprezentacji Czechosłowacji, którzy podczas ceremonii otwarcia nowożytnych igrzysk olimpijskich nieśli flagę czechosłowacką.

## Chronologiczna lista chorążych
| Lp. | Rok i miejsce           | Chorąży             | Dyscyplina        |
| --- | ----------------------- | ------------------- | ----------------- |
| 1   | 1920, Antwerpia         | Ladislav Žemla      | Tenis             |
| 2   | 1924, Charnonix         | Jaroslav Řezáč      | Hokej na lodzie   |
| 3   | 1924, Paryż             | František Janda-Suk | Lekkoatletyka     |
| 4   | 1928, Sankt Moritz      | b.d.                |                   |
| 5   | 1928, Amsterdam         | Josef Effenberger   | Gimnastyka        |
| 6   | 1932, Lake Placid       | Antonín Bartoň      | Biegi narciarskie |
| 7   | 1932, Los Angeles       | b.d.                |                   |
| 8   | 1936, Innsbruck         | b.d.                |                   |
| 9   | 1936, Berlin            | Vladimír Zábrodský  | Hokej na lodzie   |
| 10  | 1948, Londyn            | Ladislav Trpkoš     | Koszykówka        |
| 11  | 1952, Oslo              | Václav Bubník       | Hokej na lodzie   |
| 12  | 1952, Helsinki          | Vít Matlocha        |                   |
| 13  | 1956, Cortina d'Ampezzo | Václav Bubník       | Hokej na lodzie   |
| 14  | 1956, Melbourne         | Zdeněk Růžička      | Gimnastyka        |
| 15  | 1960, Squaw Valley      | Jano Starší         | Hokej na lodzie   |
| 16  | 1960, Rzym              | Jiří Kormaník       | Zapasy            |
| 17  | 1964, Innsbruck         | Josef Matouš        | Skoki narciarskie |
| 18  | 1964, Tokio             | Karel Klečka        | Gimnastyka        |
| 19  | 1968, Grenoble          | Jiří Raška          | Skoki narciarskie |
| 20  | 1968, Meksyk            | Bohumil Golian      | Siatkówka         |
| 21  | 1972, Sapporo           | Jiří Raška          | Skoki narciarskie |
| 22  | 1972, Monachium         | Ludvík Daněk        | Lekkoatletyka     |
| 23  | 1976, Innsbruck         | Oldřich Machač      | Hokej na lodzie   |
| 24  | 1976, Montreal          | Ludvík Daněk        | Lekkoatletyka     |
| 25  | 1980, Lake Placid       | Bohuslav Ebermann   | Hokej na lodzie   |
| 26  | 1980, Moskwa            | Vítězslav Mácha     | Zapasy            |
| 27  | 1984, Sarajewo          | Jiří Králík         | Hokej na lodzie   |
| 28  | 1988, Calgary           | Jiří Parma          | Skoki narciarskie |
| 29  | 1988, Seul              | Imrich Bugár        | Lekkoatletyka     |
| 30  | 1992, Albertville       | Pavel Benc          | Biegi narciarskie |
| 31  | 1992, Barcelona         | Jozef Lohyňa        | Zapasy            |